# Брезњичка (Стропков)
Брезњичка (слч. Breznička) насељено је мјесто са административним статусом сеоске општине (слч. obec) у округу Стропков, у Прешовском крају, Словачка Република.

## Становништво
| Година:    | 1994. | 2004.   | 2014.   | 2024.   |
| ---------- | ----- | ------- | ------- | ------- |
| Број људи: | 133   | 127     | 122     | 131     |
| Разлика:   |       | -4,51 % | -3,93 % | +7,37 % |

| Година:    | 2023. | 2024. |
| ---------- | ----- | ----- |
| Број људи: | 131   | 131   |
| Разлика:   |       | +0 %  |

Према подацима о броју становника из 2024. године насеље је имало 131 становника.